# Australský válečný památník
Australský válečný památník (Anzac Parade) je válečný památník stojící v hlavním městě Austrálie Canbeře. Byl pojmenován k uctění památky australských a novozélandských vojáků bojujících v první světové válce.
Jednotlivé síně znázorňují historii válečných konfliktů a budova je rozdělena na křídla první a druhé světové války.
V památníku se nacházejí například tato místa:
- Roll of Honour - je křížová chodba, kterou pokrývají bronzové desky se 102 600 jmény australských vojáků, již padli za vlast.
- Hall of Memory - je zlatá kopule, kterou zdobí jedna z největších mozaik na světě.
- Hrob neznámého vojína
- Pool of Reflection - místo pro truchlení.
- Vitráže znázorňující osobní a bojovou soudržnost všech Australanů.

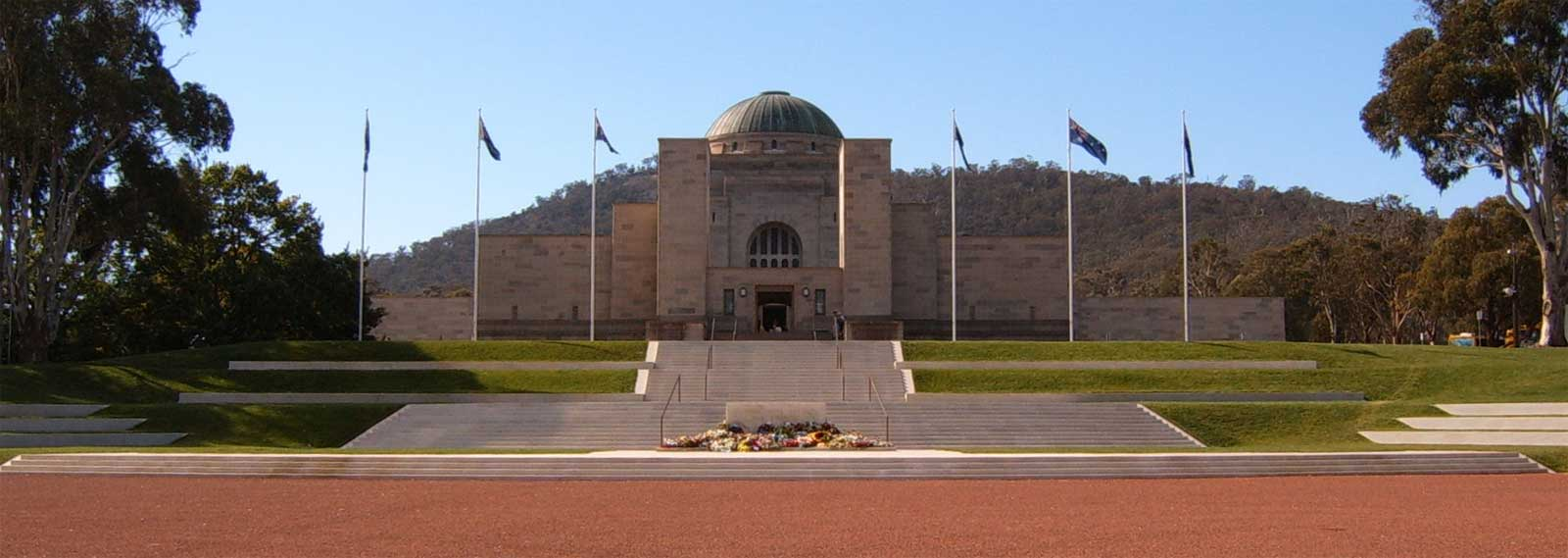
Průčelí australského válečného památníku